# Henri Desgrange
Henri Antoine Desgrange, né le 31 janvier 1865 à Paris 10e et mort le 16 août 1940 à Grimaud, est un coureur cycliste, dirigeant sportif et journaliste français. Il est connu non seulement pour avoir établi douze records du monde de cyclisme sur piste, mais, peut-être plus durablement, pour avoir organisé le premier Tour de France en 1903.

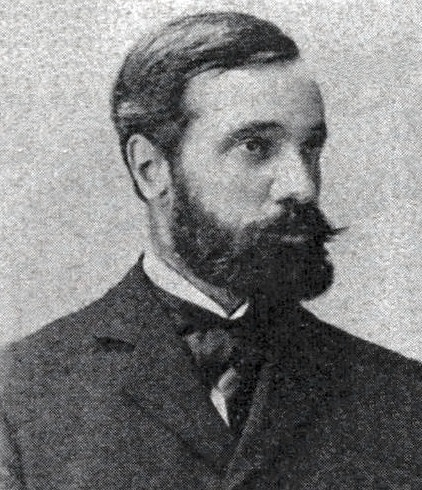
Henri Desgrange en 1901.

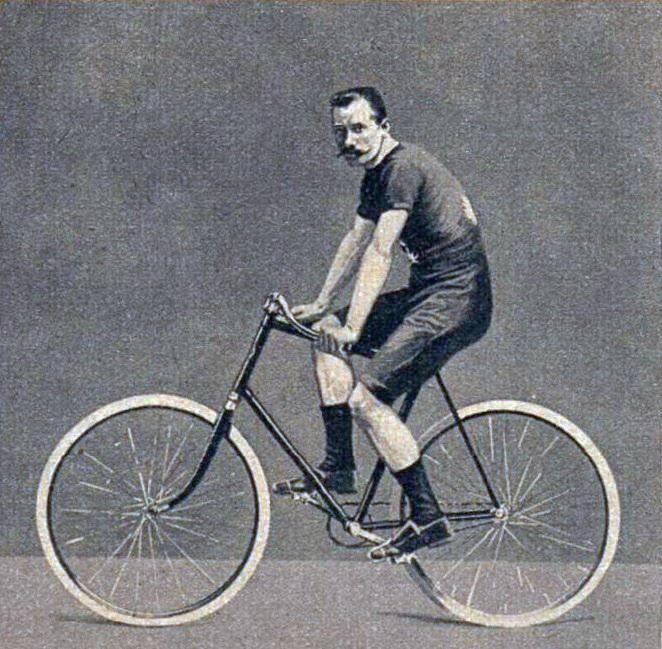
Henri Desgrange en 1893.

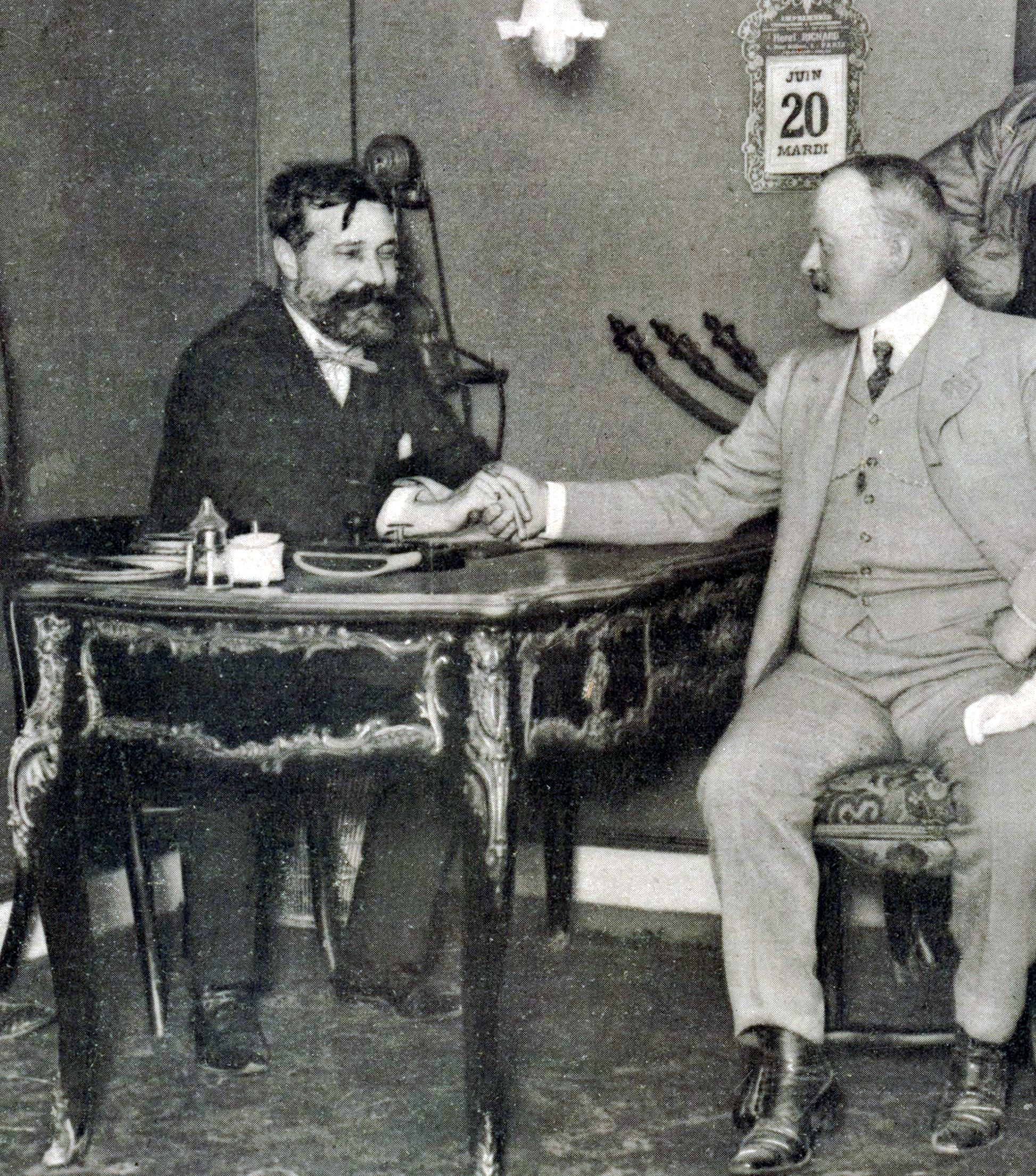
Henri Desgrange et Charles-Henri Brasier à L'Auto (1905 après la Coupe Bennett).

## Biographie
Henri Desgrange est né le 31 janvier 1865 au domicile de ses parents, Jacques et Marie-Hortense, au 118 boulevard de Magenta dans le 10e arrondissement de Paris à 5 heures du matin. Il a un frère jumeau, Georges-Léon, né une heure avant lui. Son père exerce la profession d'architecte et d'entrepreneur en maçonnerie. Henri Desgrange est élève au lycée Rollin et obtient son baccalauréat avec un an d'avance, puis est titulaire d'une licence de droit à 20 ans. Il ne souhaite pas rejoindre son père au sein de l'entreprise familiale et commence sa vie professionnelle en tant que clerc de notaire dans le cabinet de Maître Depaux-Dumesnil à Paris, puis exerce le métier d'avocat à la cour d'appel de Paris. Renonçant à devenir avocat, il se consacre au sport, tant pour le pratiquer que pour l'organiser et le diriger.

### Carrière cycliste
Henri Desgrange découvre et se passionne immédiatement pour la pratique cycliste à l'occasion de la première édition de la course Bordeaux-Paris, le 24 mai 1891. Il adhère à l'Association vélocipédique amateur (AVA). En 1893, il s'entraîne tous les jours au vélodrome de l'Est, où il est abonné. Il y rencontre Victor Goddet, chargé de contrôler les abonnements. Il fréquente ensuite le vélodrome Buffalo, récemment inauguré. Son assiduité à l'entraînement lui permet d'atteindre « rapidement le niveau des meilleurs ». Le 11 mai 1893, il établit le premier record de l'heure sans entraineur homologué, en parcourant au Vélodrome Buffalo 35,325 km avec un braquet de 4,70 mètres. Desgrange voit son record battu le 31 janvier 1894 par Jules Dubois (38,220 km). Il s'attaque à d'autres records durant l'année 1893. Le 1er août, il bat ceux des 50 et 100 kilomètres en 1 h 30 min et 3 h 4 min 7 s, et le 14 septembre ceux des 100 milles et des 6 heures, en effectuant 183,34 km, toujours sans entraîneur. Les compétitions et records derrière entraîneurs sont alors plus prisées, mais Desgrange, encore amateur, n'y a pas accès. Dénigré pour ne pas s'attaquer aux performances des meilleurs spécialistes, il bat le 3 octobre les records des 100 milles, en 4 h 40 min 43 s, et des 6 heures, en parcourant 204,550 km, cette fois-ci derrière entraîneurs. Il est à cette occasion entraîné entre autres par Jules Dubois, précédent détenteur du record des 6 heures. Desgrange bat également quelques records en tricycle, une discipline qui tombe déjà en désuétude à cette époque.
À la fin de l'année 1893, Desgrange quitte l'AVA, dont il est trésorier, pour devenir coureur professionnel, et subit les critiques des défenseurs de l'amateurisme. Sa première course chez les professionnels est le championnat de France des 100 km, dont il prend la sixième place. En avril 1894, il bat le record des 100 km derrière entraîneur en un peu plus de 2 h 39. En mai, il tente de battre le record des 24 heures mais abandonne, gêné par la pluie. Après une tentative manquée de reconversion comme entraîneur aux côtés de Jean-Marie Corre, et un dernier record battu sur 100 kilomètres en août 1895, il arrête la compétition cycliste pour se mieux consacrer à son activité de journaliste et à sa nouvelle carrière de directeur de piste.

### Journaliste et directeur de vélodrome
Lorsqu'il arrête sa carrière de coureur, Henri Desgrange a déjà commencé sa reconversion dans le journalisme, la direction de vélodromes et au sein des organisations régissant le sport cycliste, et multiplie les activités en 1894, « année charnière de sa vie ».
Il contribue à différents organes de la presse sportive naissante (La Bicyclette, Paris-Vélo et Le Journal de sports) depuis plusieurs années. Il est également auteur de deux ouvrages, La Tête et les Jambes (1894) et Alphonse Marcaux (1899). Le premier est un traité d'entraînement, considéré comme un manuel de référence pendant de longues années, le second un roman s'inspirant du monde du sport et de la bicyclette,. Desgrange met également sa plume au service de l'industriel du cycle et de l'automobile Adolphe Clément, dont il est directeur de la publicité en 1894. Son travail pour Clément lui permet de « pénétrer de nouveaux cercles ». Il représente ainsi Clément dans la nouvelle Société française de prévoyance des employés de l'industrie et du commerce vélocipédiques, ou au premier salon de la bicyclette organisé en France, à la salle Wagram en 1894. Lorsqu'il quitte cette fonction en 1895, il reste proche de Clément et demeure son représentant au sein de ces organes. Il intègre également la commission sportive de l'Union vélocipédique de France (UVF) et devient président honoraire du syndicat des coureurs. En 1895, Henri Desgrange est enfin secrétaire général de l'Omnium. Ce club mondain, recrutant principalement dans l'aristocratie et présidé par le duc de Luynes, tente de prendre le contrôle de l'UVF, alors en difficulté, par la conclusion d'une « entente », aux termes de laquelle l'Omnium impose ses règlements de course. Cet accord est finalement rejeté par l'UVF lors de son congrès de 1896,.
Henri Desgrange prend la direction du vélodrome de l'Est, où il avait ses habitudes en tant que coureur et celle du vélodrome Montdésir à Bordeaux. Il devient administrateur du Parc des Princes, récemment bâti à Paris, en 1897, avec Victor Goddet. Il dirige avec ce dernier un « salon des cycles et de l'automobile » un peu plus tôt, et qui sera longtemps son collaborateur. Dans cette nouvelle enceinte, Desgrange accueille notamment les championnats du monde de cyclisme sur piste de 1900, les premiers organisés par l'Union cycliste internationale. Il fait construire le Vélodrome d'Hiver, aménagé dans la galerie des Machines, vestige de l'exposition universelle de 1889 et inauguré en 1903, puis, après la destruction de la galerie des Machines, un nouveau « Vel d'Hiv » dans le 15e arrondissement, inauguré en 1910.

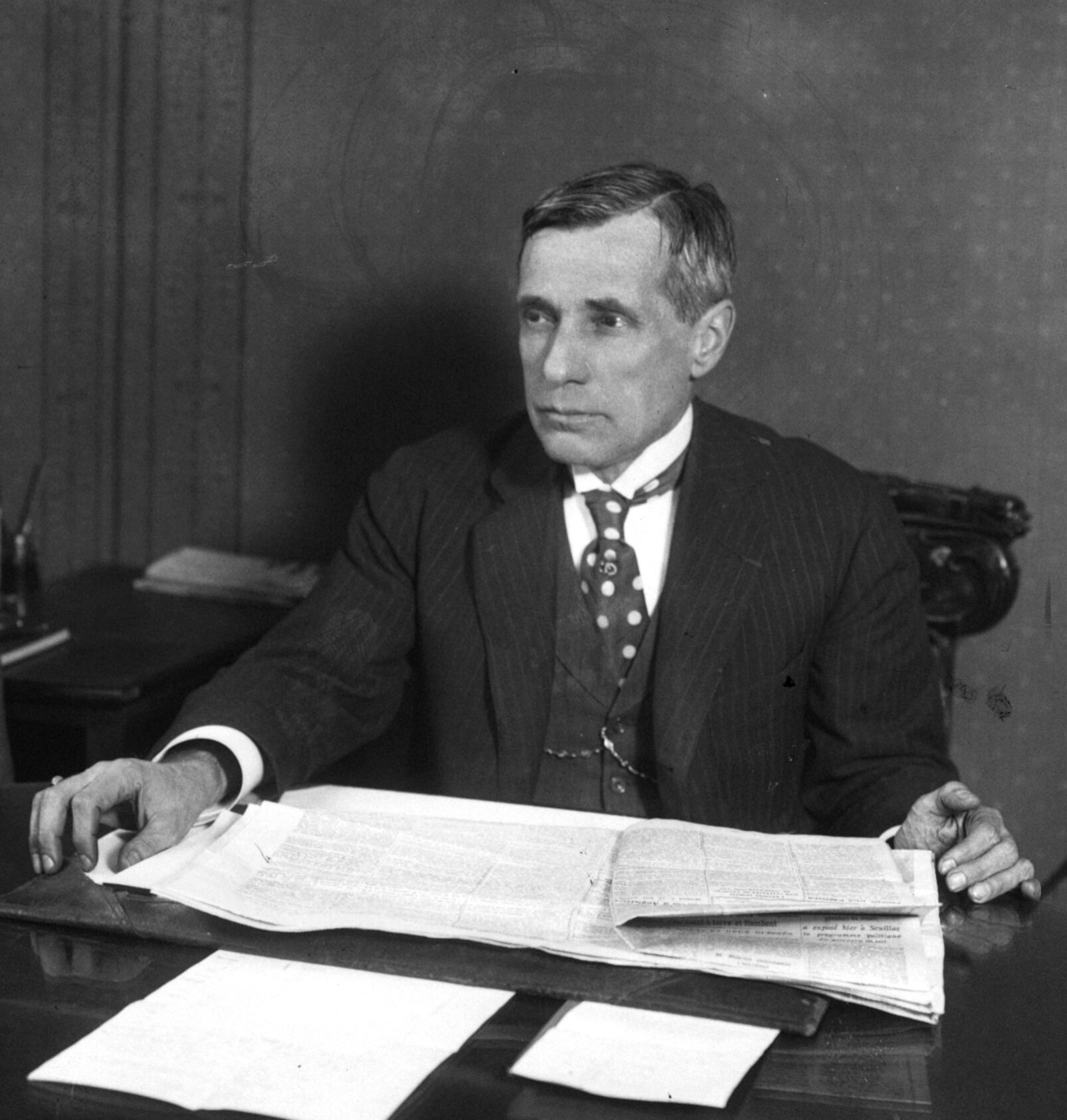
Henri Desgrange, rédacteur en chef de L'Auto, à son bureau en 1914.

### Directeur deL'Autoet créateur du Tour de France
En 1900, Henri Desgrange devient directeur de L’Auto-Vélo. Le comte de Dion et Adolphe Clément, soutenus par les industriels de l'automobile et du cycle, lancent ce journal sportif dans le but de concurrencer, voire « couler » Le Vélo, journal de Pierre Giffard. Ils entretiennent avec celui-ci un conflit politique, économique, et sportif, qui s'est cristallisé autour de l'affaire Dreyfus. Mariant aptitude à diriger des hommes, expériences journalistique et sportive, fidélité à Clément, Desgrange est tout désigné pour prendre la direction de ce nouveau journal. Il entretient lui-même une rivalité avec Giffard, qui s'est opposé à la tentative de prise de contrôle de l'UVF par l'Omnium et boycotte le Parc des Princes. Déjà présent aux côtés de Desgrange, Victor Goddet devient trésorier de L'Auto-Vélo.
Malgré les motivations à l'origine de la création de L'Auto-Vélo, Desgrange exige dans ses pages une neutralité politique. Même lorsqu'il invite Maurice Barrès à y collaborer en 1906, c'est en tant que « grand écrivain de l'Académie française » et en exigeant de lui de respecter cette neutralité. Desgrange déroge cependant lui-même à cette règle le 3 août 1914 avec un éditorial violent, dans lequel « les Prussiens sont des salauds », « des imbéciles malfaisants » avec lesquels « il faut en finir ».
Les débuts de L'Auto-Vélo sont timides, il peine à faire concurrence au Vélo. Pour ses dirigeants, il faut copier Giffard en créant l'évènement et en organisant des compétitions sportives. Desgrange frappe un premier coup en obtenant l'organisation de Paris-Brest-Paris. Cette course, créée par Giffard lorsque celui-ci était au Petit Journal, était restée dans les mains de ce dernier. Disputée en août 1901, ce Paris-Brest et retour permet au journal de réaliser des ventes records. En 1902, Henri Desgrange crée sa première course, un Marseille-Paris disputé en mai. La lutte entre les deux titres aboutit à l’organisation de deux courses Bordeaux-Paris, à moins de deux mois d’intervalle.
Cette même année, Giffard intente un procès contre L’Auto-Vélo s’estimant lésé par la présence du Vélo dans le titre du journal. Desgrange envisage l’issue négative de ce procès, et cherche à répliquer à cette attaque. Le 20 novembre 1902, son collaborateur George Lefèvre, dit Géo Lefèvre, émet l’idée d’un Tour de France cycliste. Henri Desgrange est rapidement conquis, et convainc à son tour Victor Goddet.
En 1903, Géo Lefèvre est directeur de course, tandis que Desgrange reste à Paris afin de diriger le journal. Ce premier Tour est un succès, qui permet à L'Auto de devenir le premier quotidien sportif du pays. La deuxième édition est cependant marquée par la triche et des actes de chauvinisme. Desgrange écrit alors : « ce deuxième Tour de France aura été le dernier, il sera mort de son succès, des passions aveugles qu'il aura déchaînées. » Le Tour de France repart néanmoins en 1905, et Desgrange en prend lui-même la direction. Il la conserve pendant plus de trente ans, quasiment jusqu'à sa mort. Le parcours du Tour de Desgrange prend de l'ampleur. Influencé par son collaborateur Alphonse Steinès, il lance la course sur les routes des Pyrénées, puis les Alpes. Il étend le parcours jusqu'aux frontières du pays, évoquant un « chemin de ronde ». Malgré la neutralité politique affirmée par Desgrange dans les pages de son journal, il inscrit le Tour de France dans les pas du revanchisme.

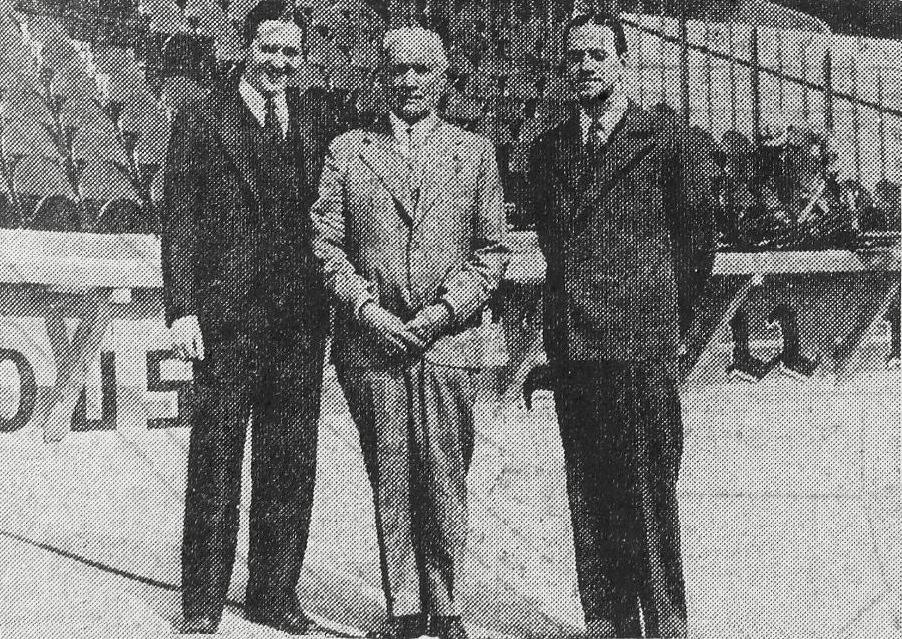
De gauche à droite : Maurice Goddet, Henri Desgrange et Jacques Goddet, pour l'inauguration du nouveau stade vélodrome du Parc des Princes, le 22 avril 1932.

Les années Desgrange sont marquées par des tergiversations à propos du règlement de la course, que Desgrange nomme sa « formule ». Dès les débuts du Tour, le règlement, qui prévoit une course individuelle, sans entraide, est contredit par les faits : les coureurs d'une même équipe favorisent la victoire de l'un d'entre eux et certains constructeurs peuvent suffisamment peser sur la course pour la fausser. Desgrange modifie également parfois le règlement afin de maintenir ou de renforcer le spectacle, au risque de déboussoler les spectateurs. C'est le cas en 1927 où, lors des étapes de plaine, les équipes s'élancent séparément. En 1928, il met en œuvre une nouvelle idée : chaque équipe est autorisée à faire appel à trois remplaçants après les Pyrénées afin de leur permettre de concurrencer l'équipe Alcyon qui domine la course. Six coureurs entrent ainsi en course à Marseille et font l'objet d'un classement général séparé. En d'autres occasions, Desgrange renonce à son idéal sportif pour maintenir l'intérêt de la course. Il paie par exemple des coureurs pour qu'ils accélèrent lorsqu'il estime que le peloton est trop lent. En 1929, le Belge Maurice De Waele, malade, s'impose grâce à l'aide de ses coéquipiers de l'équipe Alcyon. Pour Henri Desgrange, « on fait gagner un cadavre. » Le Tour et son règlement, qui interdit l'entraide, sont définitivement discrédités. Desgrange a alors l'idée qui relance l'intérêt de sa course et « révolutionne » sa formule. À partir de 1930, le Tour est disputé par équipes nationales dont les coureurs sont tous équipés de vélos fournis par une même marque. Les frais des coureurs sont payés par L'Auto. Pour financer cette dépense nouvelle, Desgrange fait désormais payer une redevance par les villes-étapes et, en 1931, crée la caravane publicitaire, reprenant une idée appliquée par les chocolats Meunier l'année précédente. Pour renouer avec le succès populaire, il favorise la victoire des Français, « faisant fi de l'équité sportive ». Ainsi, ni De Waele ni Girardengo ne sont invités, tandis qu'Alfredo Binda est payé pour ne pas gagner.
Au printemps 1936, Henri Desgrange subit une intervention chirurgicale. Remis sur pied, il est au départ du trentième Tour de France contre l'avis de ses proches. Souffrant, il quitte la course dès la deuxième étape et en confie la direction à Jacques Goddet.
Le Tour de France 1939 s'achève un mois avant le début de la Seconde Guerre mondiale. Henri Desgrange envisage toujours l'organisation du Tour 1940, d'autant que s'installe la « drôle de guerre ». Il doit cependant y renoncer en raison des zones militaires inaccessibles à la course qui en réduisent le parcours à une « vessie dégonflée » et de la mise au service de l'effort de guerre de l'industrie. Henri Desgrange donne rendez-vous à l'été 1941 mais, malade, il meurt le 16 août 1940 et laisse Jacques Goddet lui succéder à la direction de L'Auto,.
En 1949, un monument à la mémoire d'Henri Desgrange est élevé par souscription au col du Galibier.
Un prix, le souvenir Henri-Desgrange, récompense chaque année sur le Tour de France le coureur qui franchit en tête le col du Galibier, ou le col le plus haut de la course si le Galibier n'est pas au programme.
Un prix Henri Desgrange est également décerné à un journaliste, auteur ou artiste français ayant, dans l'exercice de sa profession, le mieux servi la cause sportive, soit par son action, soit par la qualité de ses écrits, de ses missions ou images.

### Créateur des Audax français
Il s'agit d'un mouvement qui atteste l'humanisme de Desgrange, souvent caché derrière ses activités « commerciales »[style à revoir]. Le cyclisme en est la base. Il consiste à parcourir en groupe et à allure modérée des distances dépassant 200 kilomètres et donnant lieu à un brevet.

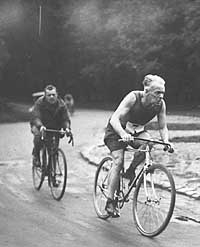
Henri Desgrange à vélo.

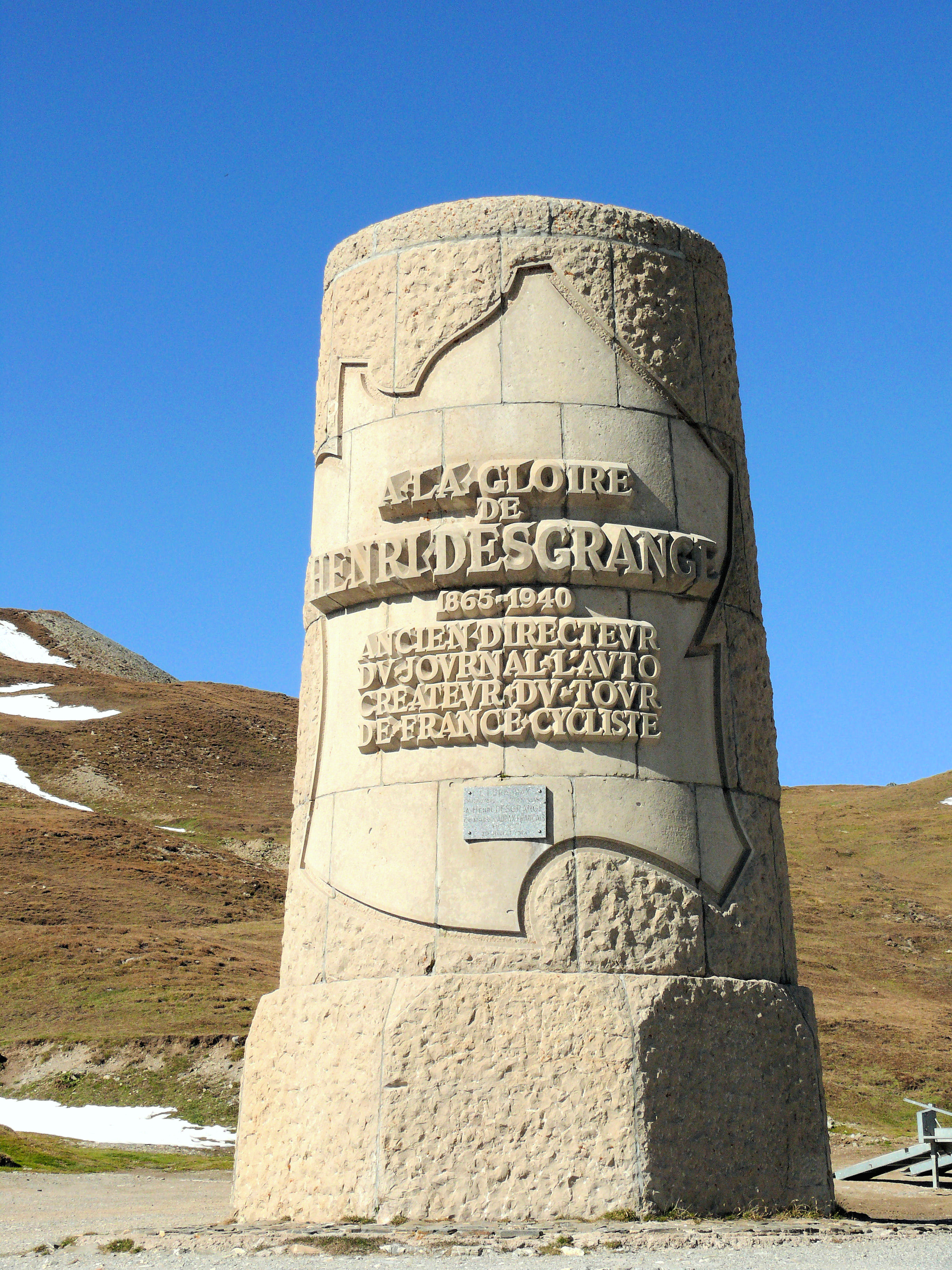
Monument Henri-Desgrange, à 1.100 km du col du Galibier.

Henri Desgrange, Géo Lefèvre et Charles Stourm vont, en 1904, fonder les Audax français. Régulièrement, en 1903, L'Auto fait part de l'activité des Audax italiens, et de leur projet d'excursion Turin-Paris prévu pour l'été 1904. Géo Lefèvre suggère alors que les cyclistes français pourraient aller à leur rencontre, ce qui lui donne l'idée de créer un groupement de même nature. Le 7 janvier 1904, Desgrange annonce la naissance des Audax français. Cette idée donne de l'élan à l'activité hors compétition sur de longues distances, laquelle aboutira aux brevets de 300 à 1 200 km Audax et randonneurs dont le plus célèbre est Paris-Brest-Paris (1 200 km).
Henri Desgrange déclinera ensuite la même formule pour la marche, la nage et la rame. Il fut lui-même breveté 150 km à pied et 6 km à la nage.

## Citations
- Jacques Goddet

« Rude dans son comportement, rude dans ses expressions, rude envers lui-même plus encore qu'envers ses collaborateurs, Henri Desgrange a considéré la vie comme un combat permanent. »

## Publications
- La Tête et les jambes, Paris, L. Pochy, 1894 (lire en ligne) ; nombreuses rééditions jusqu'aux années 1930
- Alphonse Marcaux, Paris, L. Pochy, 1899
- Mens sana, Librairie de L'Auto, Paris, 1909
- La Vie sportive, Librairie de L'Auto, Paris, 1913

## Distinctions
- Chevalier de la Légion d'honneur (1904), des mains d'Émile Loubet, au salon de l'automobile[50].
- Officier de la Légion d'honneur (1919)
- Commandeur de la Légion d'honneur (1928)[51]
- Membre de l'Académie des sports, dès les années 1900.